# 安格斯·泰特
安格斯·泰特爵士，OBE（1919年7月22日—2007年8月7日）是新西兰商人，电子工业界人物。

## 生平
泰特自幼对电器着迷，高中期间和毕业后在朋友的电器店工作。第二次世界大战期间，泰特在新西兰空军服役，在英国空军中任职雷达专业少尉6年。
战争结束后，泰特于1969年成立泰特电子有限公司（今新西兰基督城泰特无线电通讯公司）。该公司至今已有逾800名员工，并扩展到英国及其他国家。
1996年，泰特获得坎特伯雷大学荣誉博士学位，三年后被封为爵士。2009年，安格斯·泰特被选为“基督城十二英杰”之一，他的铜像目前展示于基督城艺术中心外的大街。
2007年8月，泰特在一家疗养院逝世。